# 松島町 (浜松市)
松島町（まつしまちょう）は静岡県浜松市中央区の町名。丁番を持たない単独町名である。住居表示未実施。

## 地理
浜松市中央区の南東部、五島地区の東部に位置する。東で三新町・長田町・河輪町・東町・磐田市駒場、西で西島町・遠州浜（三丁目及び四丁目）・福島町・御給町・下江町、北で富屋町及び西町と接する。

### 海
- 太平洋（遠州灘）

### 河川
- 天竜川

### 学区
小学校・中学校の学区は以下の通りである。
- 浜松市立南の星小学校
- 浜松市立江南中学校

## 歴史

### 町名の由来
松の木が生い茂る、ふくよかな土地であることから。

### 沿革
- 1889年（明治22年）4月1日 - 町村制の施行により、長上郡松島村・鶴島村が周辺の村と合併し、長上郡五島村となる[WEB 9]。旧村名は五島村の大字として残る[書籍 1]。村役場が大字松島字三ツ宮に置かれる（河輪村と共同で）[書籍 2]。
- 1896年（明治29年）4月1日 - 郡制の施行により、五島村の所属郡が浜名郡に変更となる。
- 1897年（明治30年）3月 - 村役場が大字西島字中前東に移転する[書籍 2]。
- 1951年（昭和26年）
  - 3月23日 – 五島村が浜松市に編入される。
  - 9月 – 大字鶴島を編入するとともに、大字松島から松島町へ住所表記を変更する。
- 1972年（昭和47年）1月1日 - 西島町及び松島町の各一部より遠州浜三丁目を、松島町の一部より遠州浜四丁目を新設[WEB 10]。
- 2007年（平成19年）4月1日 - 浜松市が政令指定都市となる。松島町は南区の一部となる。
- 2024年（令和6年）1月1日 - 浜松市の行政区再編により、松島町は中央区の一部となる。

## 施設
- 浜松市西遠浄化センター
- 積水フーラー 浜松工場
- 遠州鉄道磐田営業所浜松南車庫
- セブン-イレブン浜松松島町店

## 交通

### バス
- 遠鉄バス
  - 1遠州浜線（浜松駅 方面（中島経由） - ）遠州浜四丁目 - 遠州浜温泉
  - 3・5三島江之島線：（浜松駅 方面（向宿経由／三島経由） - ）遠州浜四丁目

### 道路
- 国道150号（掛塚バイパス、遠州大橋通り）
- 静岡県道315号五島天竜川停車場線
- 浜松市道松島江之島線（農免道路、松風通り）[書籍 3][WEB 11][WEB 12]
- 浜松市道松島14号線（沢木地蔵通り）[WEB 13][WEB 12]
- 浜松市道松島52号線（亀様通り）[WEB 14][WEB 12]

## その他

### 警察
警察の管轄区域は以下の通りである。
| 番・番地等 | 警察署       | 交番・駐在所 |
| ---------- | ------------ | ------------ |
| 全域       | 浜松東警察署 | 富屋町交番   |

### 消防
消防の管轄区域は以下の通りである。
| 番・番地等 | 消防署   | 本署/出張所 |
| ---------- | -------- | ----------- |
| 全域       | 南消防署 | 白脇出張所  |

### 書籍
1. ↑  『浜松市史 三』浜松市役所、1980年3月26日、176頁。
2. 1 2  『わが町文化誌 太陽と潮風 五島・遠州浜』浜松市立五島公民館活動推進委員会、1998年3月31日、260頁。
3. ↑  『わが町文化誌 水と光と緑のデルタ』浜松市立南陽公民館、1991年10月22日、73頁。

### WEB
1. ↑  “h02_22.csv”.   総務省 (2022年2月10日). 2024年8月6日閲覧。
2. ↑  “chuouku_menseki.xlsx”.   浜松市 (2024年3月12日). 2024年8月6日閲覧。
3. ↑  “静岡県 浜松市中央区 松島町の郵便番号 - 日本郵便”.   日本郵便. 2025年2月15日閲覧。
4. ↑  “市外局番の一覧”.   総務省 (2022年3月1日). 2024年8月6日閲覧。
5. ↑  “事業所案内及び管轄地域（事務所3件、分室3件）”.   一般社団法人静岡県自動車会議所. 2024年8月6日閲覧。
6. ↑  “住居表示実施状況／浜松市”.   浜松市 (2024年1月4日). 2024年8月6日閲覧。
7. ↑  “学校名から探す／浜松市”.   浜松市 (2024年1月1日). 2024年8月6日閲覧。
8. ↑  “gotou-map-5p.pdf”.   浜松市五島協働センター (2024年8月5日). 2024年8月6日閲覧。
9. ↑  “historyofcities.pdf”.   静岡県総務部合併推進室・財団法人静岡県市町村振興協会. 2024年9月24日閲覧。
10. ↑  “zissizennzi.pdf”.   浜松市 (2024年1月4日). 2024年8月6日閲覧。
11. ↑  “gotou-map-4p.pdf”.   浜松市五島協働センター (2024年8月5日). 2024年8月6日閲覧。
12. 1 2 3  “gotou-map-3p.pdf”.   浜松市五島協働センター (2024年8月5日). 2024年8月6日閲覧。
13. ↑  “gotou-map-4p.pdf”.   浜松市五島協働センター (2024年8月5日). 2024年8月6日閲覧。
14. ↑  “gotou-map-2p.pdf”.   浜松市五島協働センター (2024年8月5日). 2024年8月6日閲覧。
15. ↑  “富屋町交番｜静岡県警察”.   静岡県警察 (2024年1月1日). 2024年8月6日閲覧。
16. ↑  “消防署の町別管轄「ま」／浜松市”.   浜松市 (2023年4月3日). 2024年8月6日閲覧。